# Polizia nazionale polacca

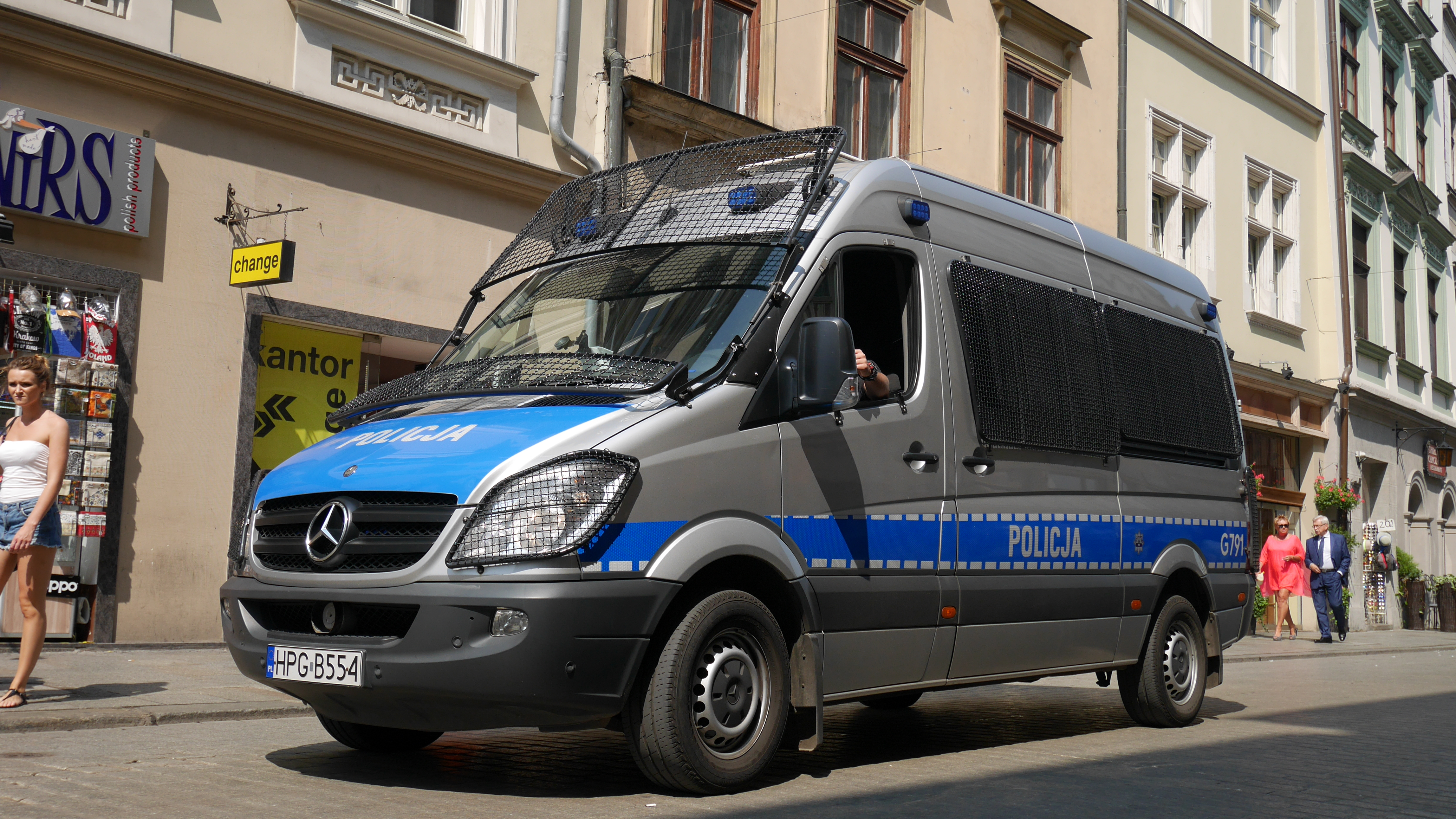
Mercedes-Benz Sprinter

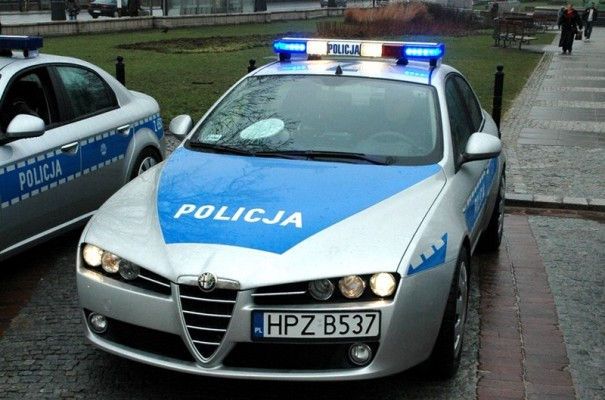
Alfa Romeo 159

La Polizia nazionale polacca (in polacco: Policja) è il corpo di polizia civile della Polonia. Nata nel 1990, ha sostituito la Milicja Obywatelska del regime comunista.

## Funzioni
La Policja ha tra i suoi compiti: 
- protezione delle persone e delle proprietà
- tutela dell'ordine pubblico
- creazione di iniziative volte all'educazione contro la criminalità e alla sua prevenzione
- prevenzione del crimine
- cooperazione con le forze di polizia di altre nazioni.